# Augustinuskerk (Erfurt)
De Augustinuskerk (Duits: Augustinuskirche) is een protestants kerkgebouw in de binnenstad van Erfurt, Thüringen. Het is een van de grotere kerken in de binnenstad en gold in de DDR-tijd als een centrum voor de kerkmuziek in Erfurt. Naar de reguliere kanunniken staat de kerk tevens onder de naam Reglerkirche bekend.

## Geschiedenis

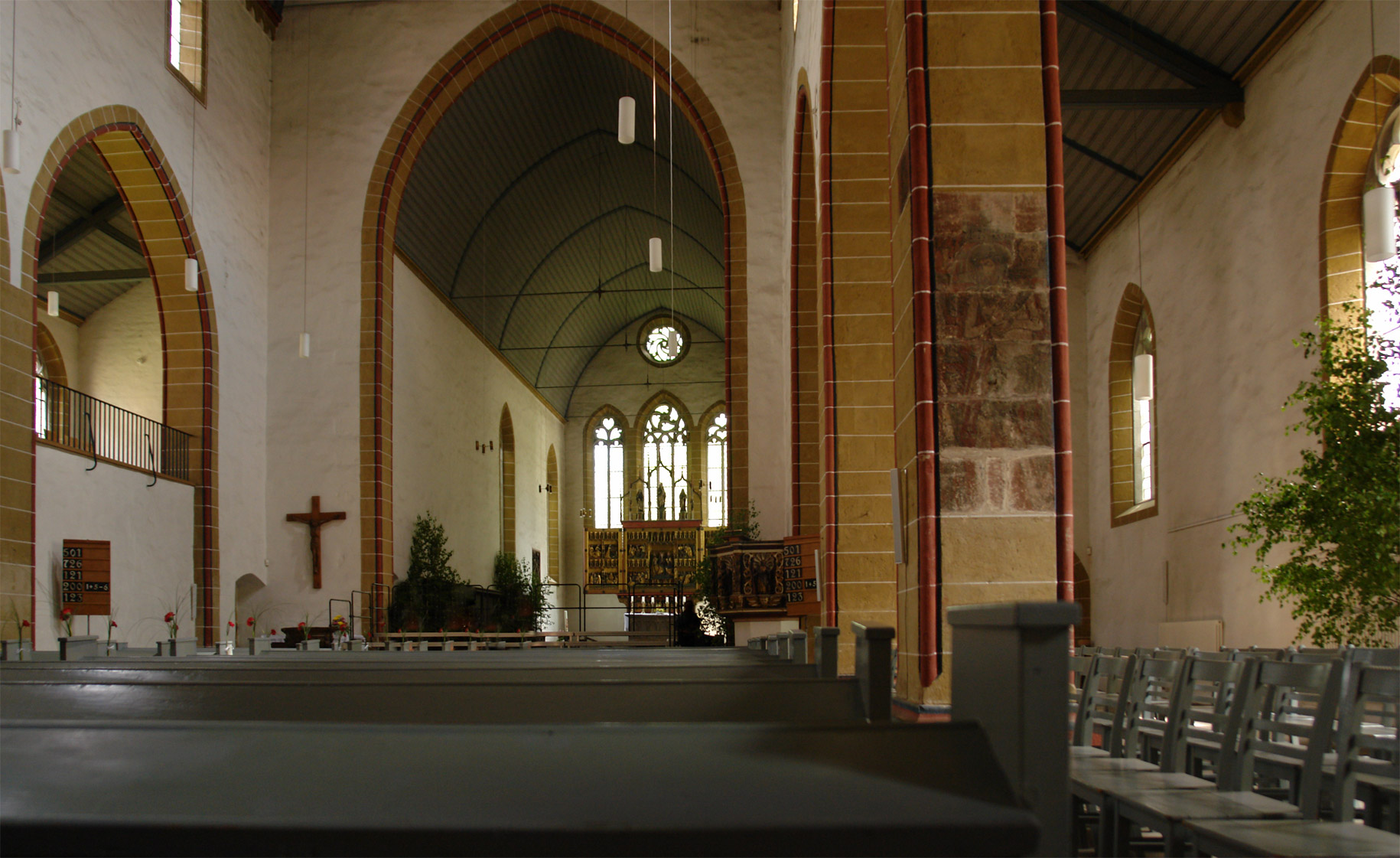
Interieur

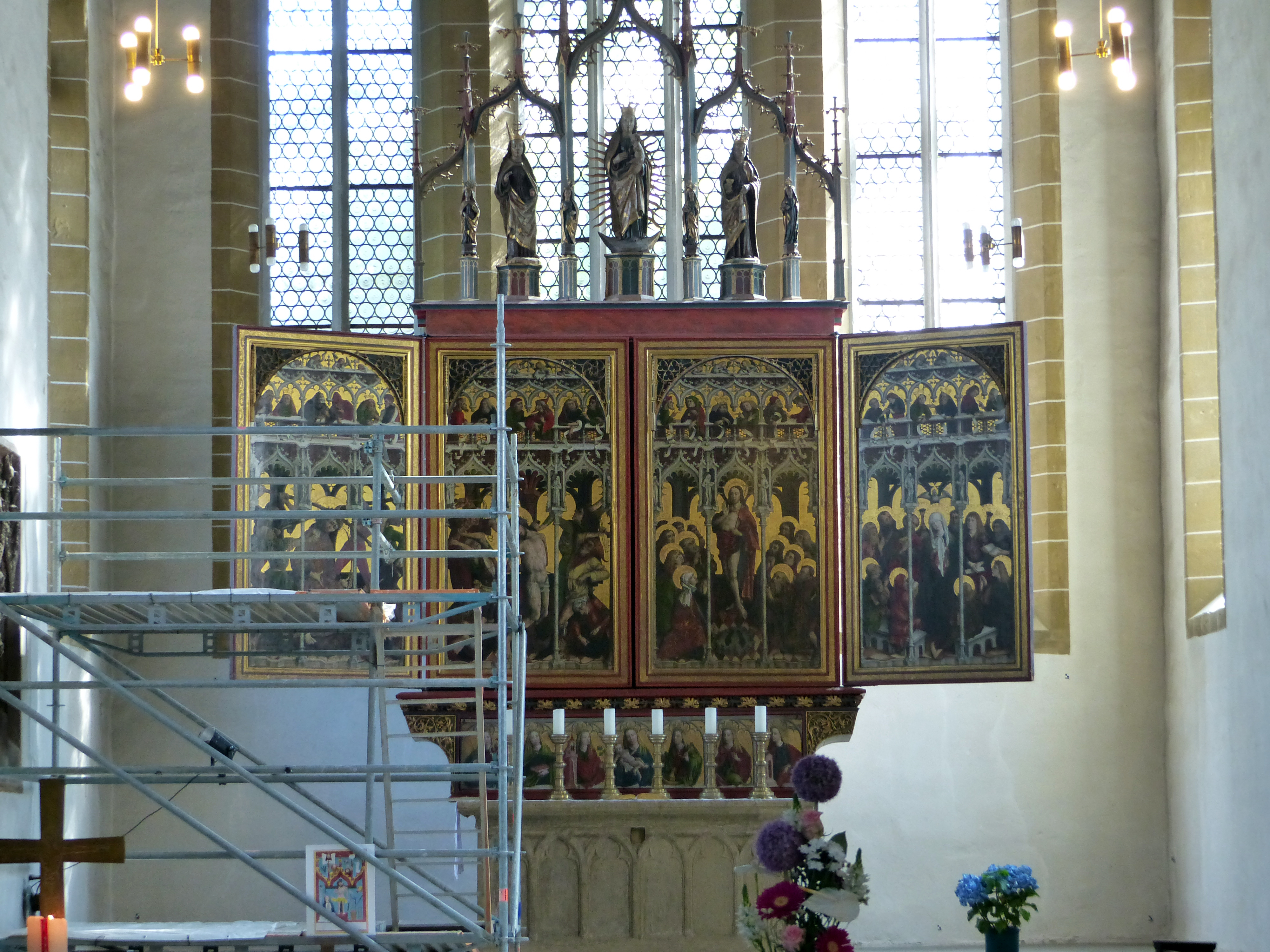
Altaar

Vanaf 1130 begonnen Augustijner koorheren met de bouw van een romaanse kerk. De voltooiing ervan volgde in het jaar 1238.
De eerste bouw betrof vermoedelijk een drieschepige basiliek van vier traveeën met een ingesnoerd, rechthoekig gesloten koor en twee torens op het westen. Door de grote stadsbrand van 1 april 1291, die vrijwel het hele oostelijke deel van de stad verwoestte, volgde met uitzondering van het torenblok de nieuwbouw van het kerkschip en tot het midden van de 15e eeuw het huidige koor.
Tijdens de Reformatie werd de kerk in 1525 onttrokken aan de rooms-katholieke eredienst en werden er voortaan protestantse diensten gevierd.
Van 1615 tot 1660 wordt een jezuïetencollege in de stiftgebouwen gehuisvest. Bij een brand in 1660 brandden grote delen van de aansluitende kloostergebouwen af. In 1743 vond nieuwbouw van de noordelijke toren met de barokke spits plaats.
Het geplunderde en van binnen vernielde kerkgebouw diende gedurende de Franse bezetting onder Napoleon als lazaret. In de eerste helft van de 19e eeuw volgde verder verval, zodat de kerk in 1845 gesloten moest worden. Met staatssteun van de Pruisische koning vonden in de jaren 1857-1860 herstel en in de jaren 1890-1901 reconstructiewerkzaamheden plaats. De romaanse zuidelijke toren werd in 1887 gerenoveerd.
Bij de bombardementen op de stad in de Tweede Wereldoorlog leed de kerk opnieuw schade, maar de restauratie volgde tussen 1960 en 1973.

## Inrichting
- Het laatgotische vleugelaltaar uit 1460 behoort tot de beste bewaarde altaren uit deze periode in Midden-Duitsland.
- De oude orgelkas werd door de kunstenaar Alexander Linnemann uit Frankfurt ontworpen.
- Het orgel van de kerk werd in de jaren 1968-1977 door de orgelbouwer Friedrich Löbling (Erfurt) gebouwd. Het borstwerk werd in 1983 ingebouwd. Het instrument bezit 38 registers verdeeld over drie manualen en pedaal. De speel- en registertracturen zijn mechanisch,